# Alì (nome)
Alì  è un nome proprio di persona italiano maschile.

## Varianti in altre lingue
- Albanese: Ali[2]
  - Femminili: Alije
- Arabo: عليّ (Ali, 'Ali)[2][3]
  - Femminili: عليّة (Aliyah, Aliya, Aliyyah, Aliyya)[4].
- Avaro: ГӀали (Ali)[2]
- Azero: Əli[2]
  - Femminili: Aliyə[4]
- Bosniaco: Alija[2], Ali[2]
- Catalano: Alí[5]
- Curdo: عەلی ('Elî)[2]
- Hausa: Aliyu[2]
- Indonesiano: Ali[2]
- Kazako: Әли (Áli)[2]
  - Femminili: Әлия (Áliıa)[4]
- Maldiviano: ޢަލީ (Ali)[2]
- Malese: Ali[2]
- Pashto: علي (Ali)[2]
- Persiano: علی (Ali)[2]
- Russo: Али (Ali)[2]
  - Femminili: Алия (Alija)
- Somalo: Cali[2]
- Spagnolo: Alí[5]
- Tagico: Алӣ (Ali)[2]
- Tataro
  - Femminili: Алия (Alija)[4]
- Turco: Ali[2]
  - Femminili: Aliye[4]
- Urdu: علی (Ali)[2]
- Uzbeco: Ali[2]

## Origine e diffusione

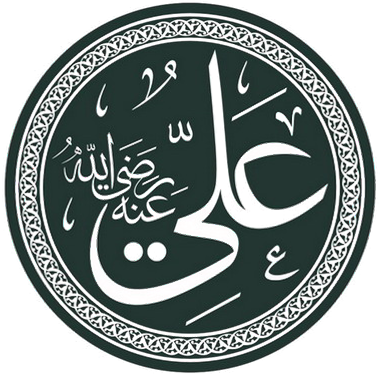
Il nome di ʿAlī ibn Abī Ṭālib in calligrafia araba

È l'adattamento fonetico di عليّ (Ali), uno dei più diffusi nomi arabi e islamici, tratto da un vocabolo che significa "sublime", "nobile", "alto", "eccelso". Venne portato da ʿAlī ibn Abī Ṭālib, cugino del profeta Maometto e marito di sua figlia Fāṭima, considerato il quarto califfo dai sunniti e il primo imam e califfo dagli sciiti, oltre che da varie altre figure storiche, come l'ammiraglio Uluç Alì Pascià, comandante delle forze ottomane durante la battaglia di Lepanto. È anche il nome del protagonista di Alì Babà e i quaranta ladroni, una popolare fiaba persiana spesso accorpata dalla raccolta de Le mille e una notte.
La diffusione del nome in Italia, trascurando l'immigrazione, ha ragioni perlopiù storiche e letterarie, ma una certa spinta all'uso è venuta anche dalla fama del campione di pugilato Muhammad Ali.

## Persone
- Alì Farzat, attivista e disegnatore siriano
- Alì Nannipieri, politico italiano
- Alì Pascià di Tepeleni, politico e militare albanese
- Uluç Alì Pascià, corsaro e ammiraglio ottomano
- Alì Rashid, politico e giornalista palestinese naturalizzato italiano

### Variante Ali
- Ali Mohsen al-Ahmar, politico e generale yemenita
- ʿAlī al-Riḍā, ottavo imam dello Sciismo
- Ali ibn al-Husayn, quarto imam dello Sciismo
- Ali Sidqi Azaykou, poeta, storico e attivista berbero
- Ali Bongo Ondimba, politico gabonese
- Ali Daei, calciatore e allenatore di calcio iraniano
- Ali Fazal, attore indiano
- Ali Khamenei, politico e religioso iraniano
- Ali Rıza Pascià, militare e politico ottomano
- Ali Salem Tamek, attivista sahrāwī

### Varianti femminili
- Aliyah Boston, cestista statunitense
- Alija Garaeva, ginnasta russa naturalizzata azera
- Alija Mustafina, ginnasta e allenatrice di ginnastica artistica russa
- Aliye Sultan, principessa ottomana
- Aliye Uzunatağan, attrice e doppiatrice turca

## Il nome nelle arti
- Alì Babà è un personaggio immaginario protagonista del racconto Alì Babà e i quaranta ladroni.
- Ali G è un personaggio immaginario creato da Sacha Baron Cohen.